# Labor omnia vincit improbus

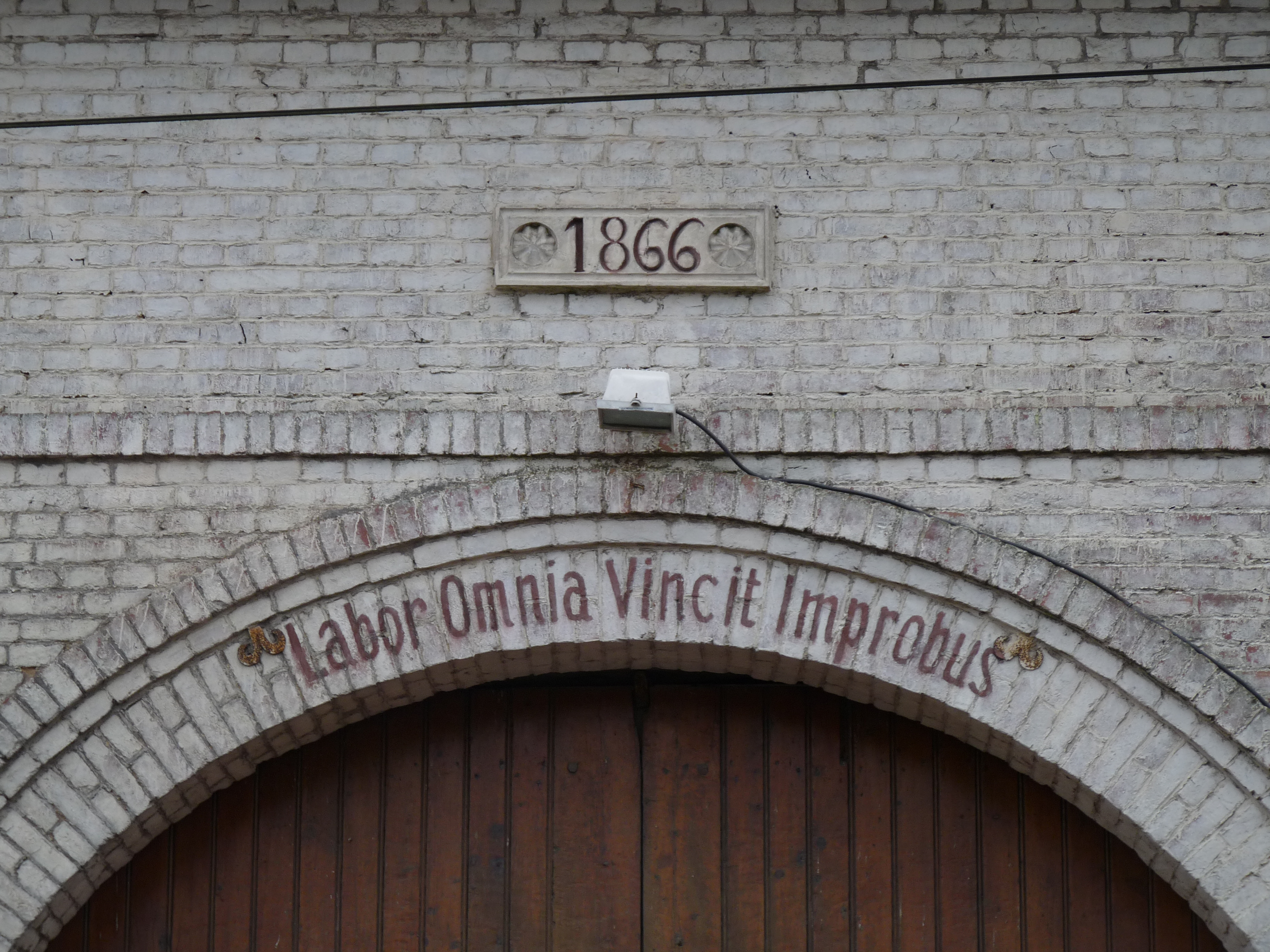
Au fronton portant la date de 1866 d'une ferme, sise à Roëllecourt (Pas-de-Calais).

Labor omnia vincit improbus (ou seulement Labor omnia vincit) est une locution latine généralement traduite en français par « Un travail acharné vient à bout de tout ».

## Origine

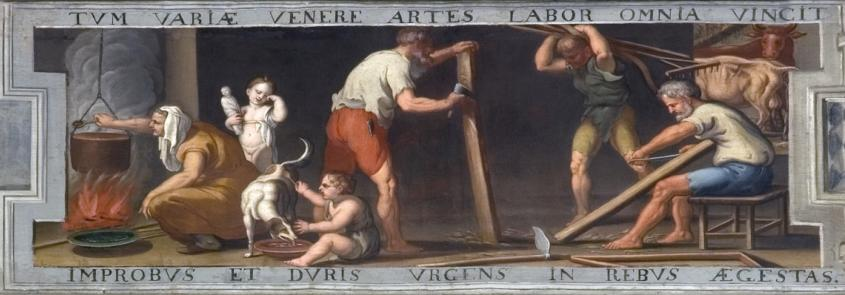
Fresque de Jerzy Siemiginowski-Eleuter, fin XVIIe siècle, dans le Palais de Wilanów (Pologne).

La citation est reprise d'une phrase répartie sur les vers 145-146 au premier livre des Géorgiques de Virgile, le renvoi à la ligne, le rejet, de Improbus soulignant la mise en valeur de ce mot. La citation originale comporte le verbe au passé :
« tum variæ venere artes : labor omnia vicit
improbus et duris urgens in rebus egestas. »
Dans ce poème, sont célébrés la campagne, les soins à donner à la terre et les paysages bucoliques. En effet, l'Italie est sortie épuisée et ravagée après des dizaines d'années de guerres civiles ; les Romains aspirant à la paix sont invités par Auguste, soucieux de remettre l'agriculture en honneur, à retrouver le goût du travail et la simplicité des mœurs de leurs ancêtres paysans,.
Ainsi, Labor improbus omnia vincit, à première vue, prônerait simplement le goût du travail et de l'effort. Cependant, étymologiquement, le terme improbus a une nuance péjorative ; formé  de in-, préfixe négatif et probus qui veut dire : « de bonne qualité, honnête, vertueux ». S'il est traditionnellement traduit dans cette citation par « acharné » ou « hardi », il signifie aussi « mauvais », « malhonnête », « trompeur », « impudent », « pervers », alors que le terme labor implique la notion de « peine ».

## Interprétation
Dans le livre premier des Géorgiques qui raconte le passage de la nature primitive, innocente et « honnête » à la culture, Virgile suggère qu'avec l'invention des arts et des techniques, est arrivé le règne de l'artificiel, donc de la ruse et du mensonge. Aussi des traducteurs modernes, comme le latiniste Alain Michel (1929–2017) ou Frédéric Boyer, proposent-ils pour ces deux vers :

« Alors sont apparues différentes techniques : le travail sur tout l'a emporté
trompeur, et l'urgente nécessité, dans les conditions extrêmes,. »

Dès le IVe siècle cependant, en commentant l'œuvre de Virgile, Servius a buté sur le sens de improbus ; il propose « qui n'est louable pour personne (car personne n'aime la peine) », et une édition ultérieure de son In Virgilii Opera Expositio (deutero-Servius) ajoute : « qui ne se lasse pas, permanent, sans modération », d'où le glissement de sens des premières traductions vers « incessant » puis « acharné », qui permet d'éviter la tonalité péjorative, mais édulcore le sens profond du texte : depuis la fin de l'âge d'or (ou l'éviction  du paradis terrestre dans la tradition hébraïque) le travail est devenu une nécessité pour répondre à la dureté de la nature,.

## Utilisation
Labor omnia vicit improbusle verbatim de Virgile :

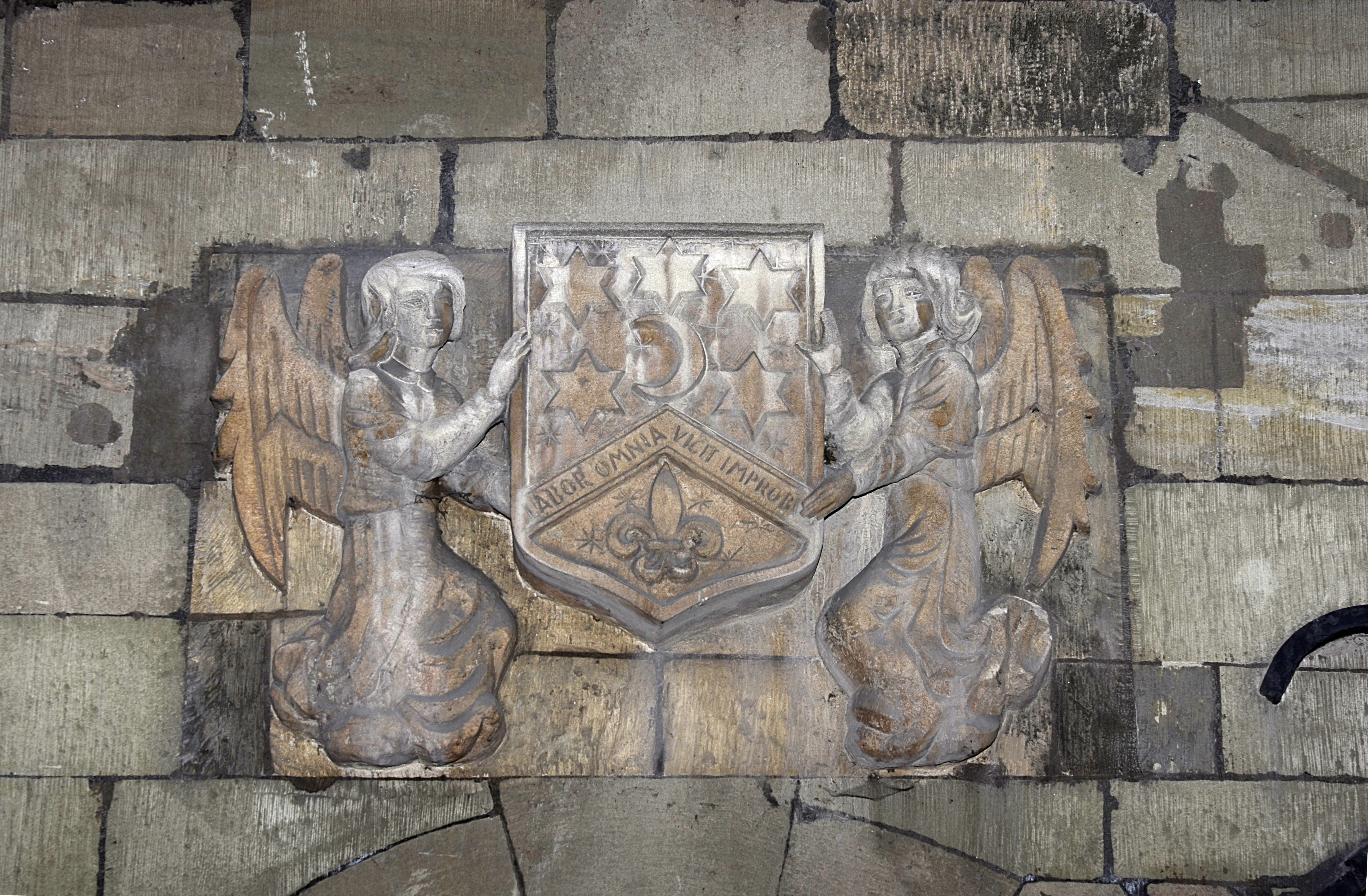
Blason avec LABOR OMNIA VICIT IMPROBUS, Grand-Rue (Genève).

Labor omnia vincit improbusavec verbe au présent :
L'antichambre du roi, dans le palais construit à Wilanów pour Jean III Sobieski, est ornée de quatre fresques illustrant les quatre livres des Géorgiques. Celle qui présente la préparation des outils agricoles cite intégralement (mais avec le verbe au présent, et egestas orthographié ægestas) les vers 145-146 du livre premier.
C’est la devise de la ville d’Autrèche en Indre-et-Loire et de la ville de Thiers dans le Puy-de-Dôme.

Armoiries de la famille Ghica.
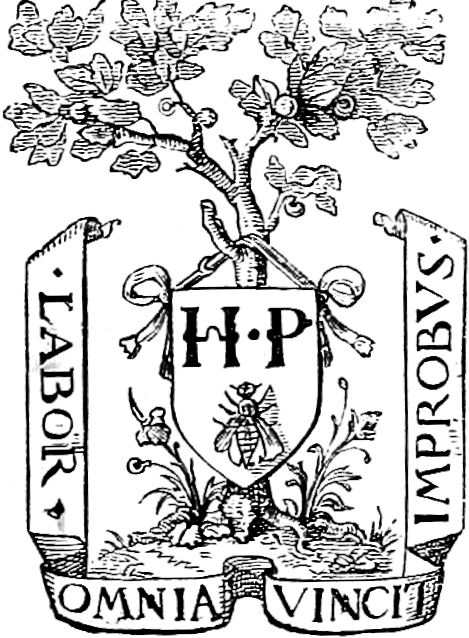
Marque historique des éditions Plon, avec les initiales HP de son fondateur Henri Plon (1806-1872), sur un livre imprimé en 1870.
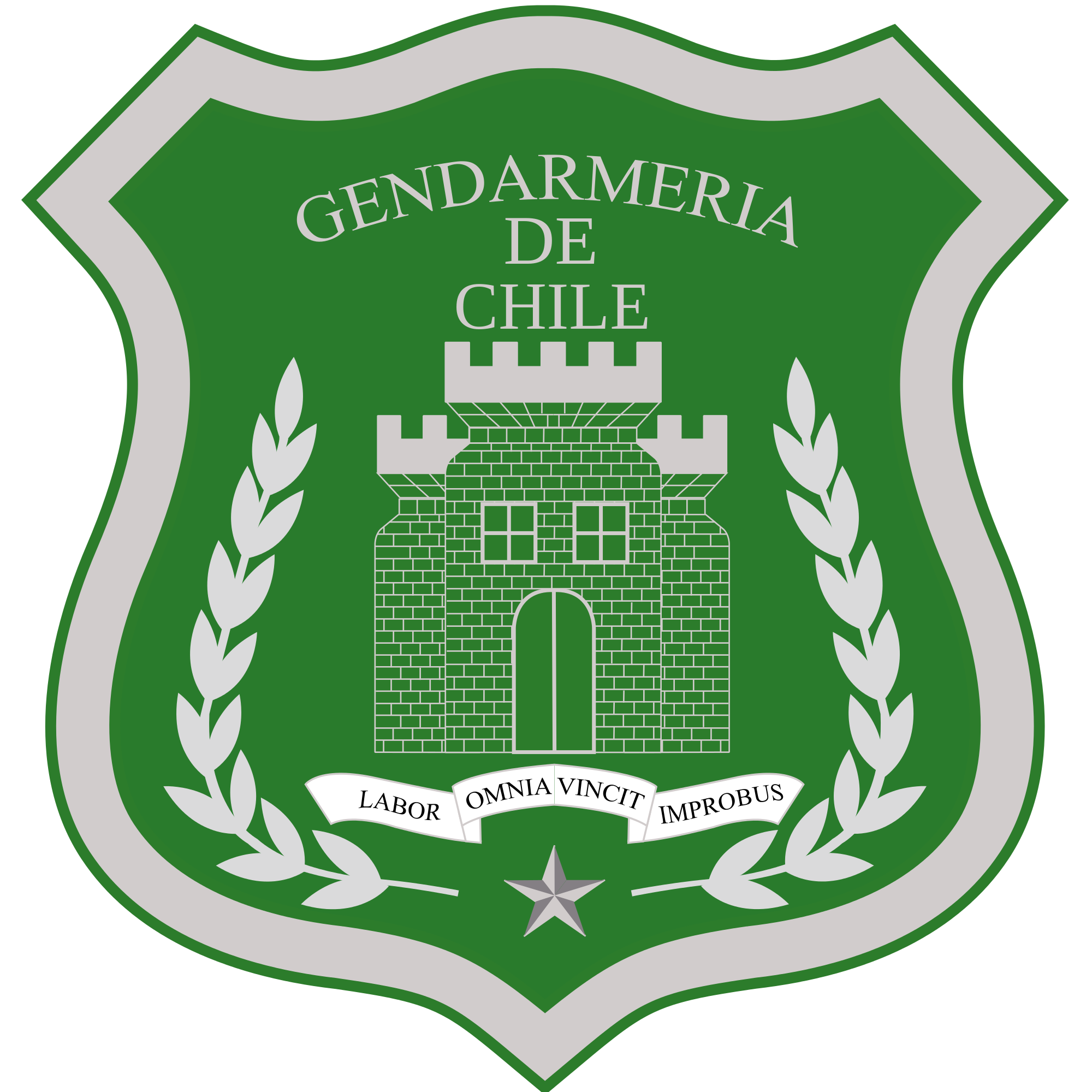
Écusson de la Gendarmerie du Chili.
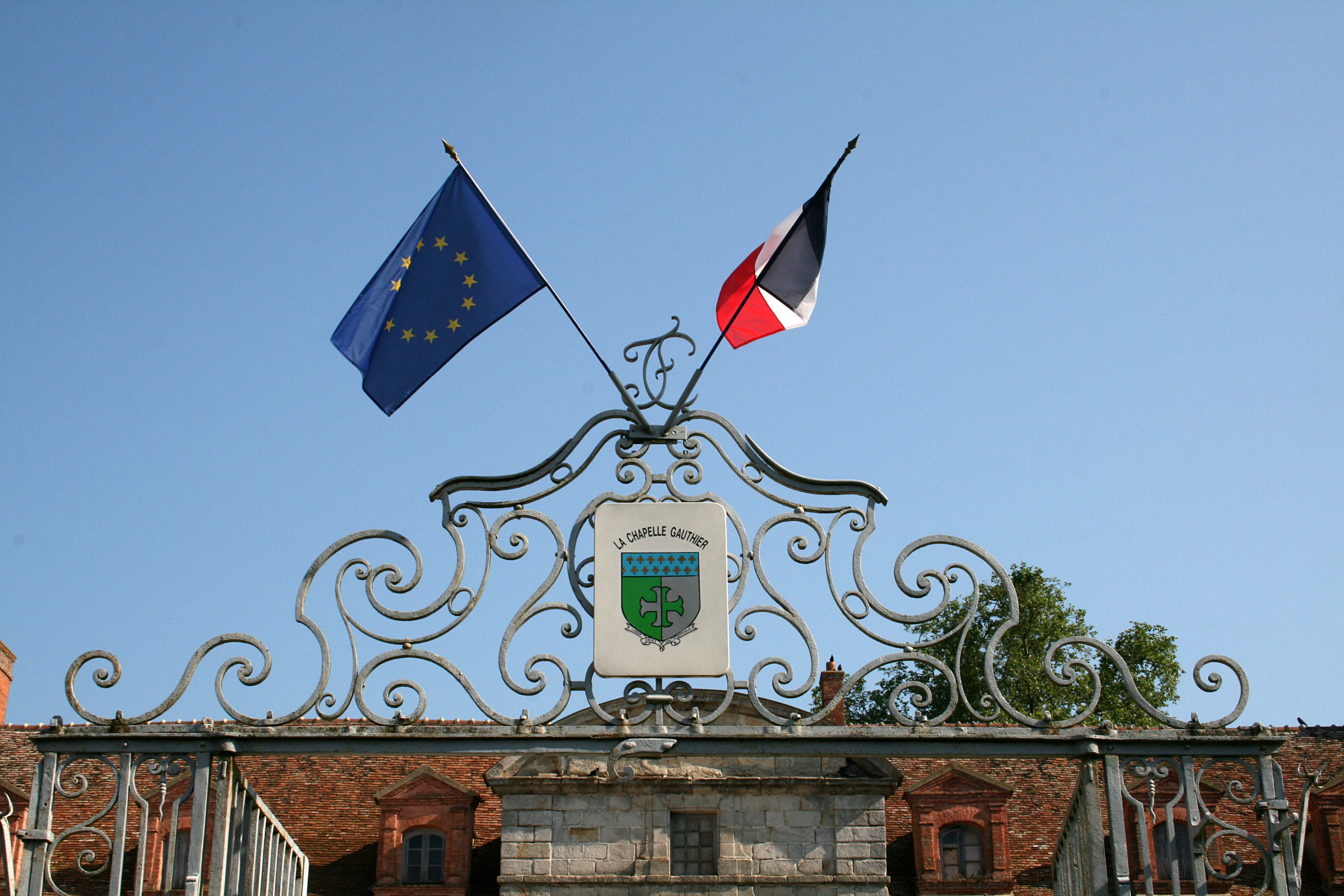
Armoiries de La Chapelle-Gauthier (Seine-et-Marne), à l’entrée du château de La Chapelle-Gauthier.

Il existe aussi des estampes dont le titre est constitué par cette locution latine.
Labor improbus omnia vincitsans rejet de l’adjectif :

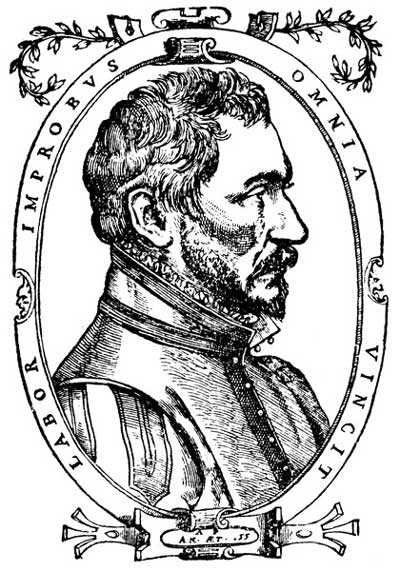
Portrait en médaillon d’Ambroise Paré, portant l’aphorisme de Virgile sous la forme :  LABOR IMPROBVS OMNIA VINCIT [N 3].
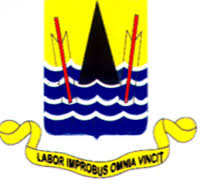
Armoiries de la ville de Pointe-Noire (république du Congo).
Armoiries de la ville de  Filandia (Colombie).

Labor improbus omnia vincit est aussi la devise de la ville de Voiron (Isère).
Labor improba omnia vincit

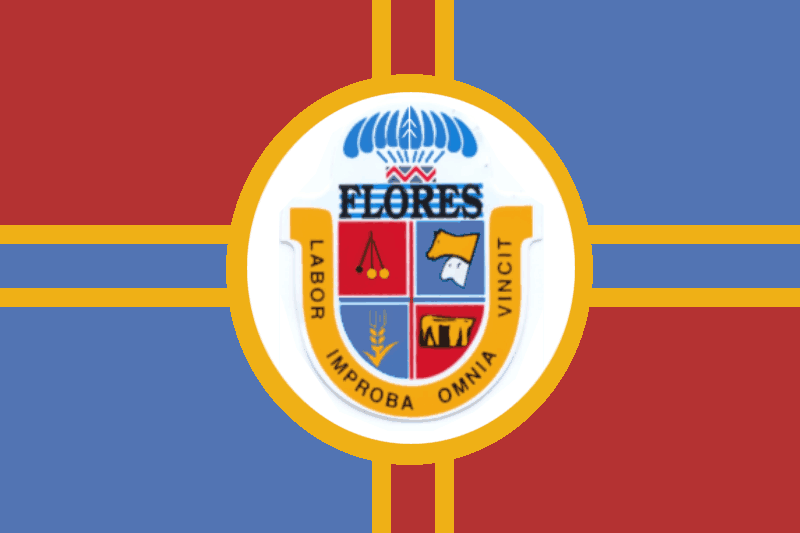
Drapeau du département de Flores (Uruguay).

Labor omnia vincitavec omission de l’adjectif :

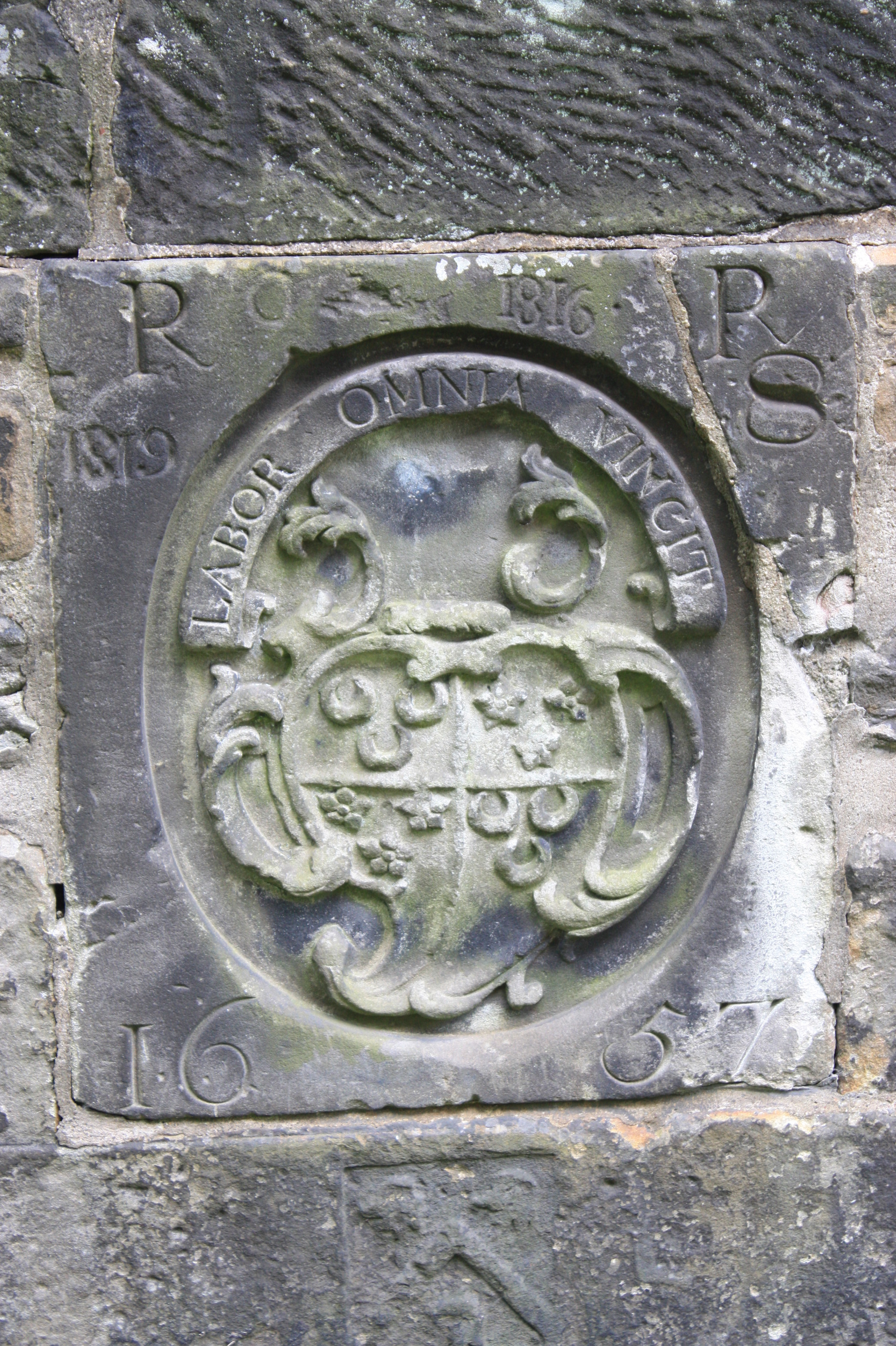
LABOR OMNIA VINCIT  1657, cathédrale Saint-Mungo de Glasgow.
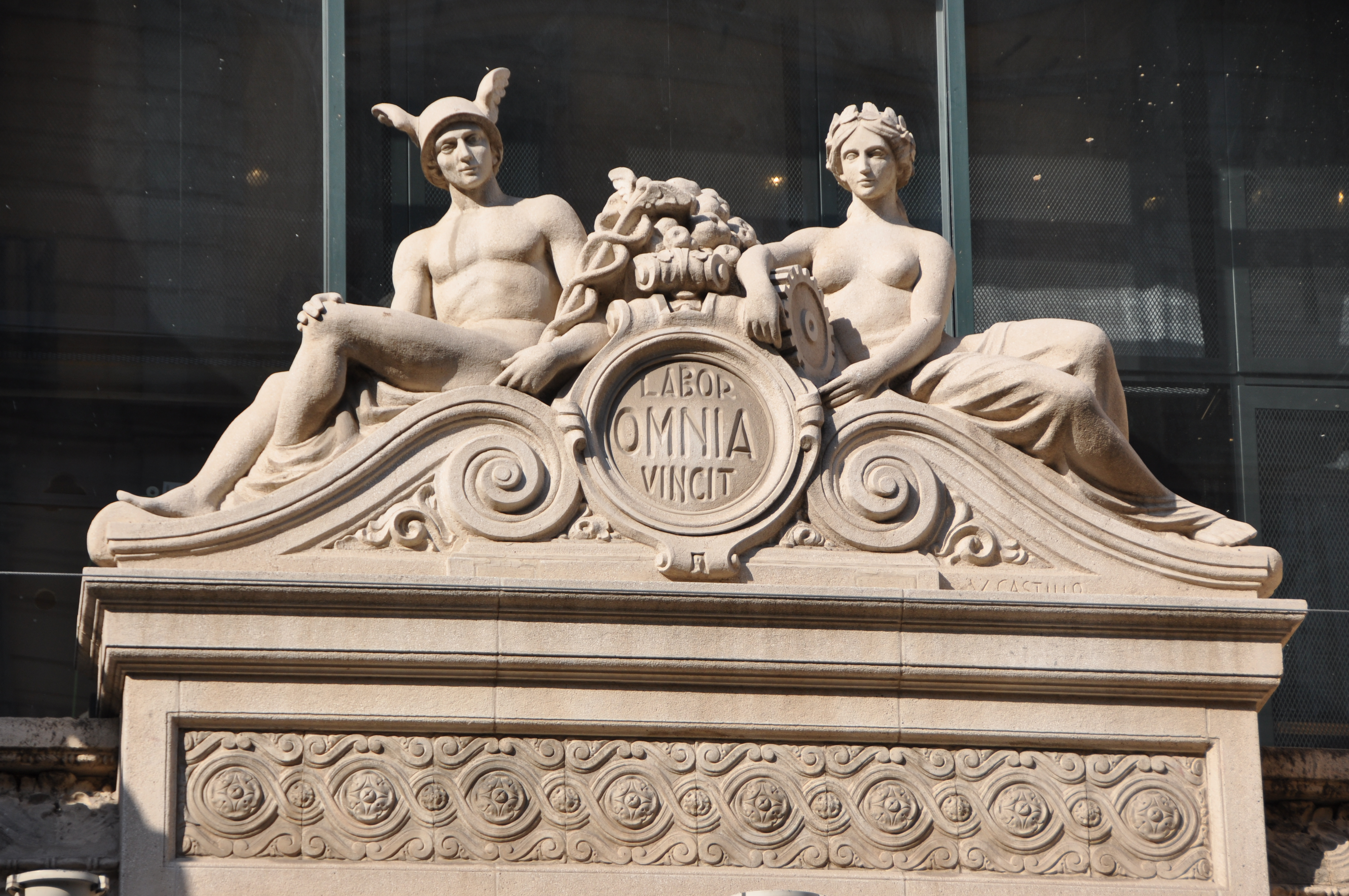
Le Commerce et l’Industrie par V. Castillo,avec la l’inscription « LABOR OMNIA VINCIT », Casa Jorba (Barcelone)
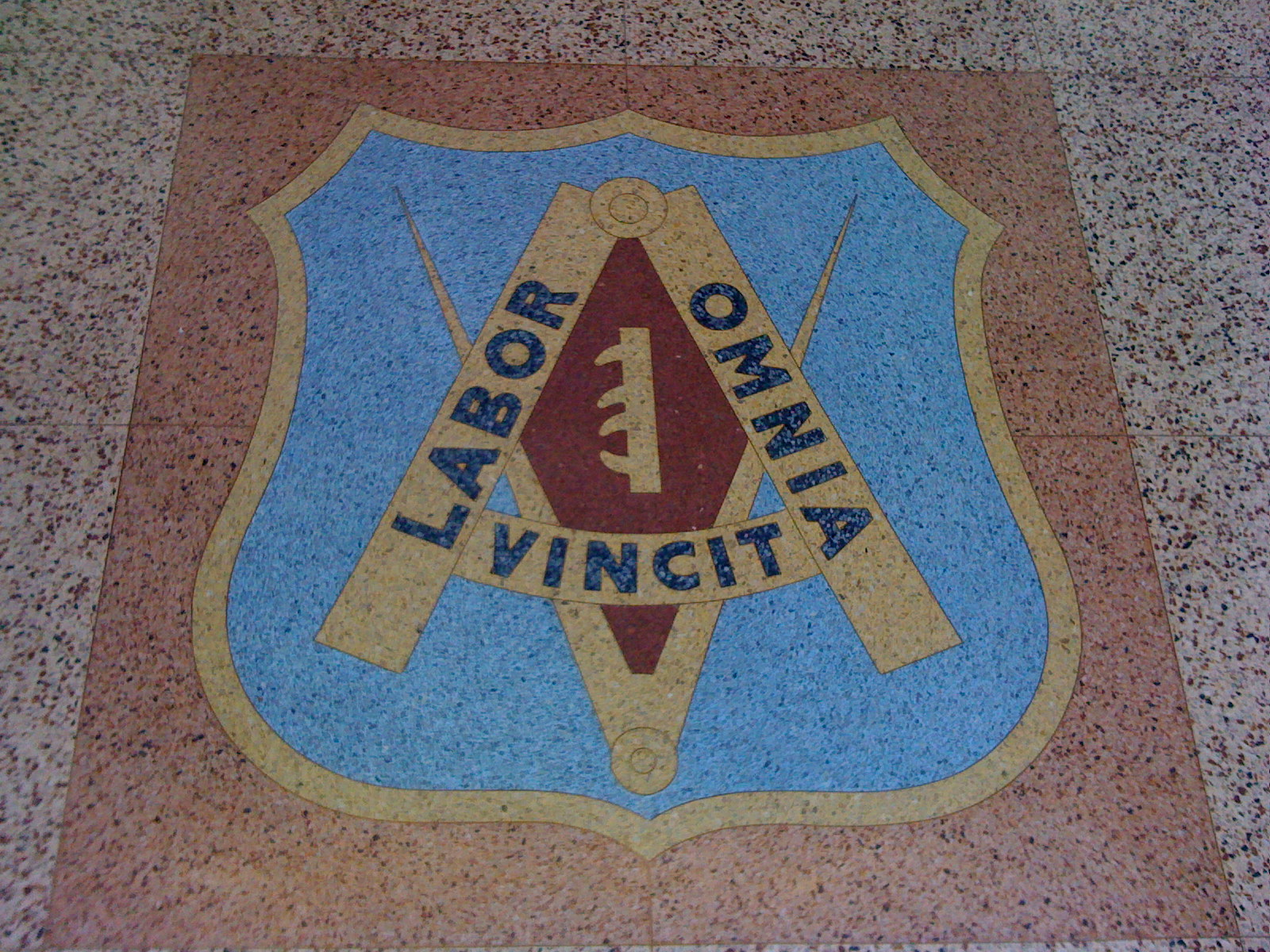
Labor omnia vincit - Emblème de United Brotherhood of Carpenters and Joiners of America[12].
Sceau de l’Oklahoma (LABOR OMNIA VINCIT au centre du sceau).
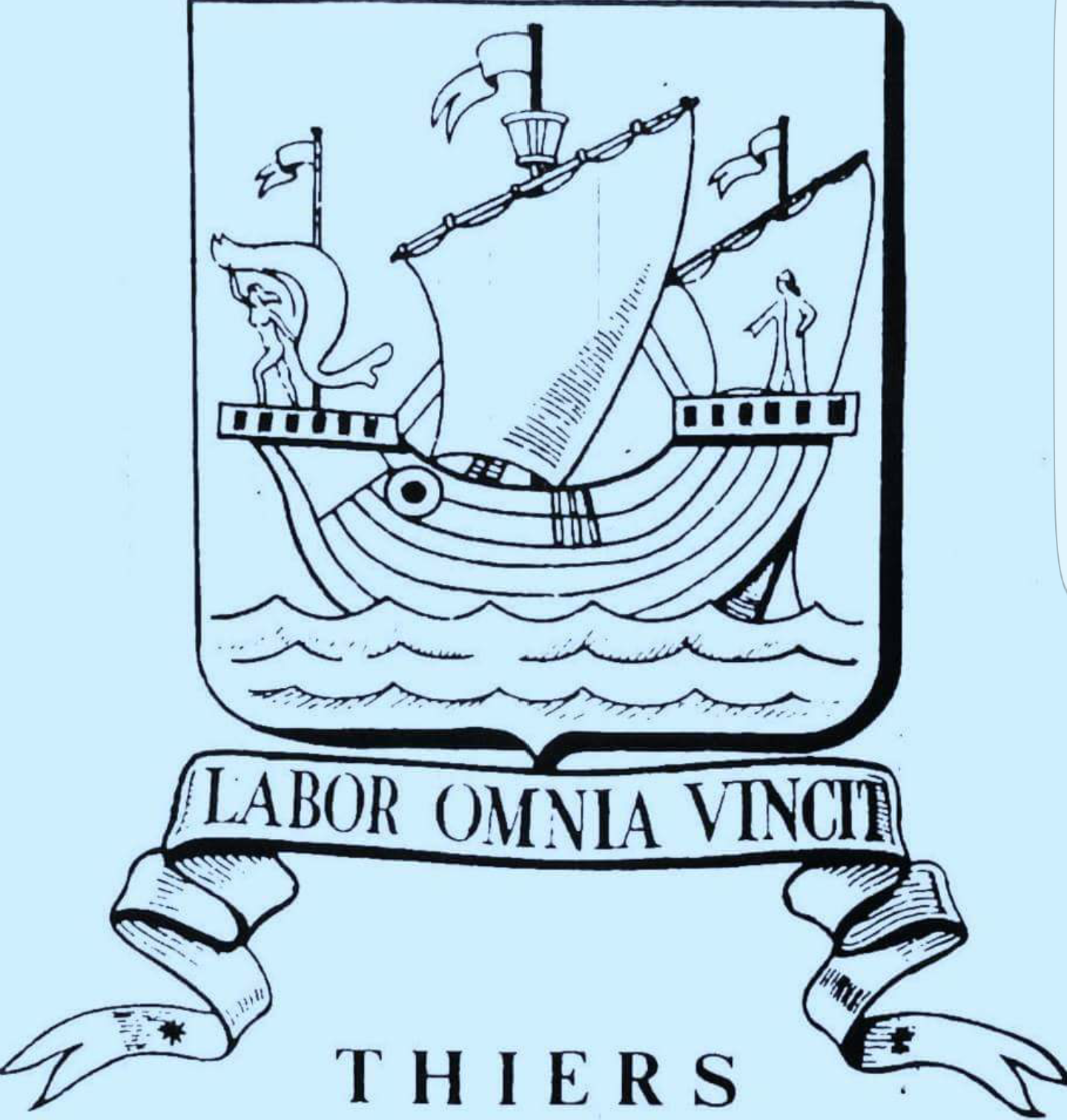
Blason de Thiers (Thiers est dans le Puy-de-Dôme) comportant la devise LABOR OMNIA VINCIT[13].
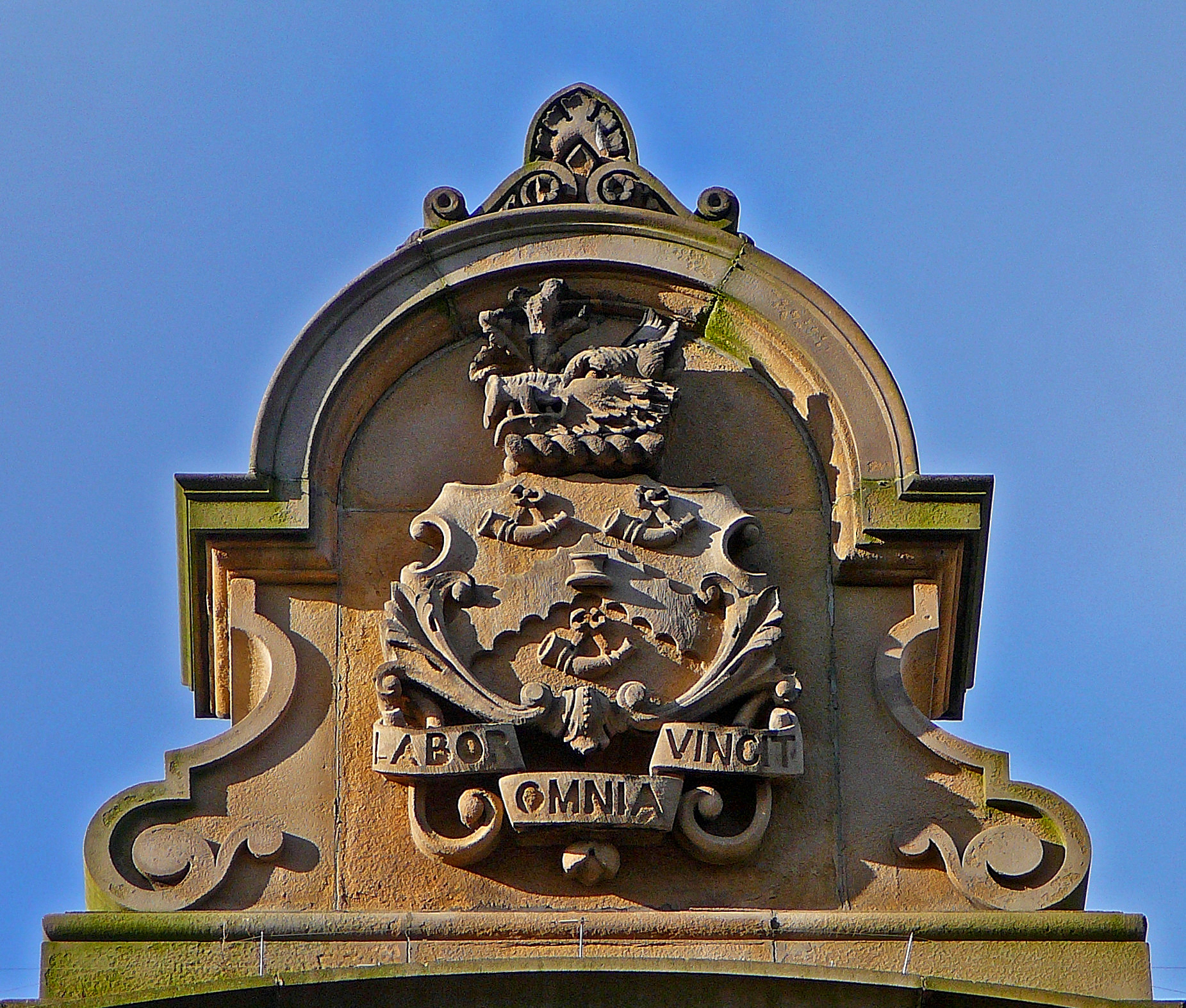
Anciennes armoiries de Bradford (Royaume-Uni) avec la devise LABOR OMNIA VINCIT[N 4]
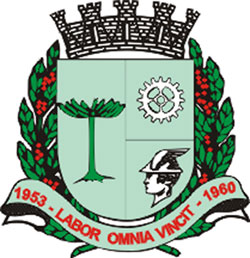
Armoiries de la ville de Taboão da Serra (Brésil).
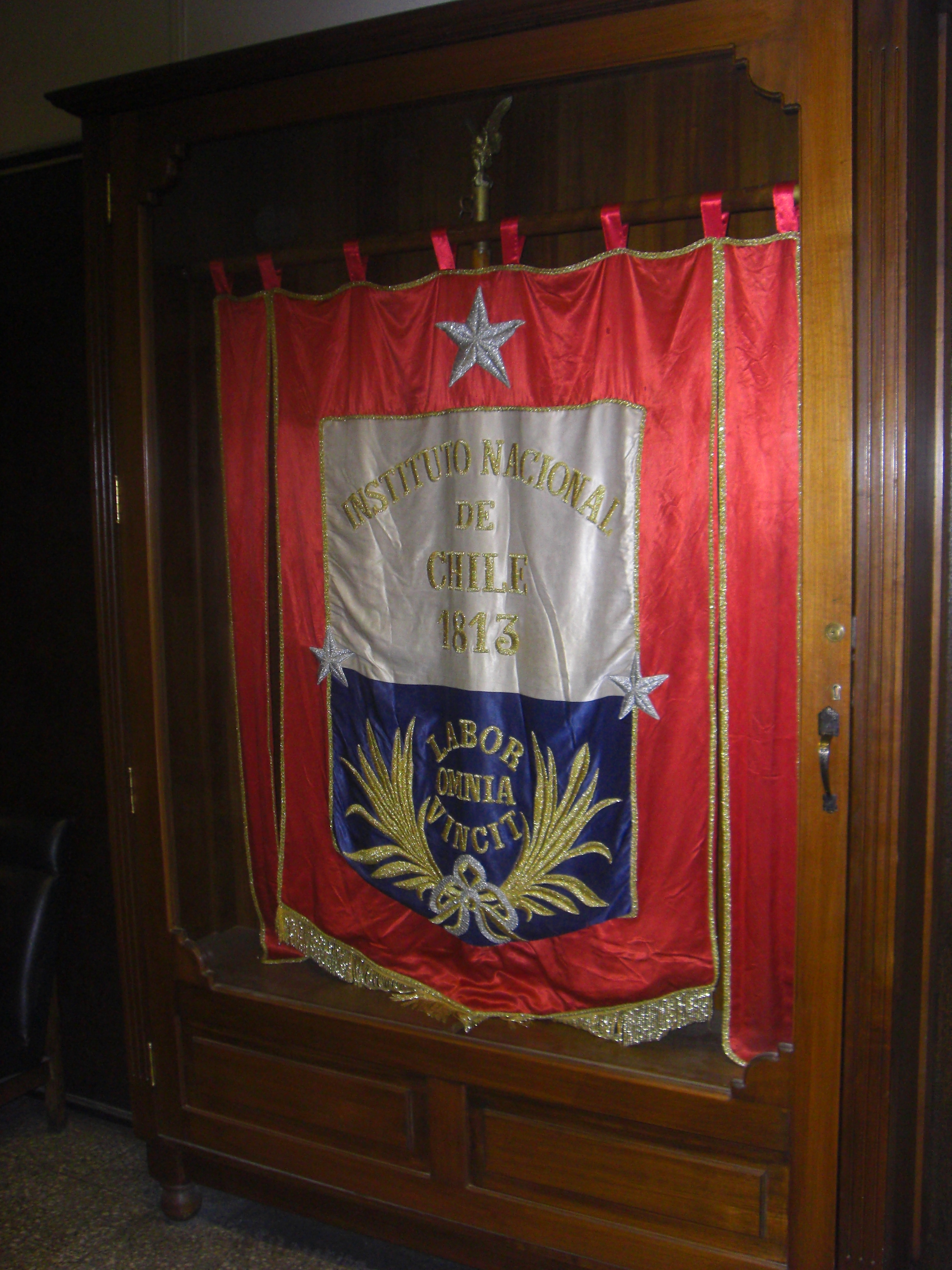
Bannière de l’Instituto Nacional General José Miguel Carrera (Santiago du Chili)
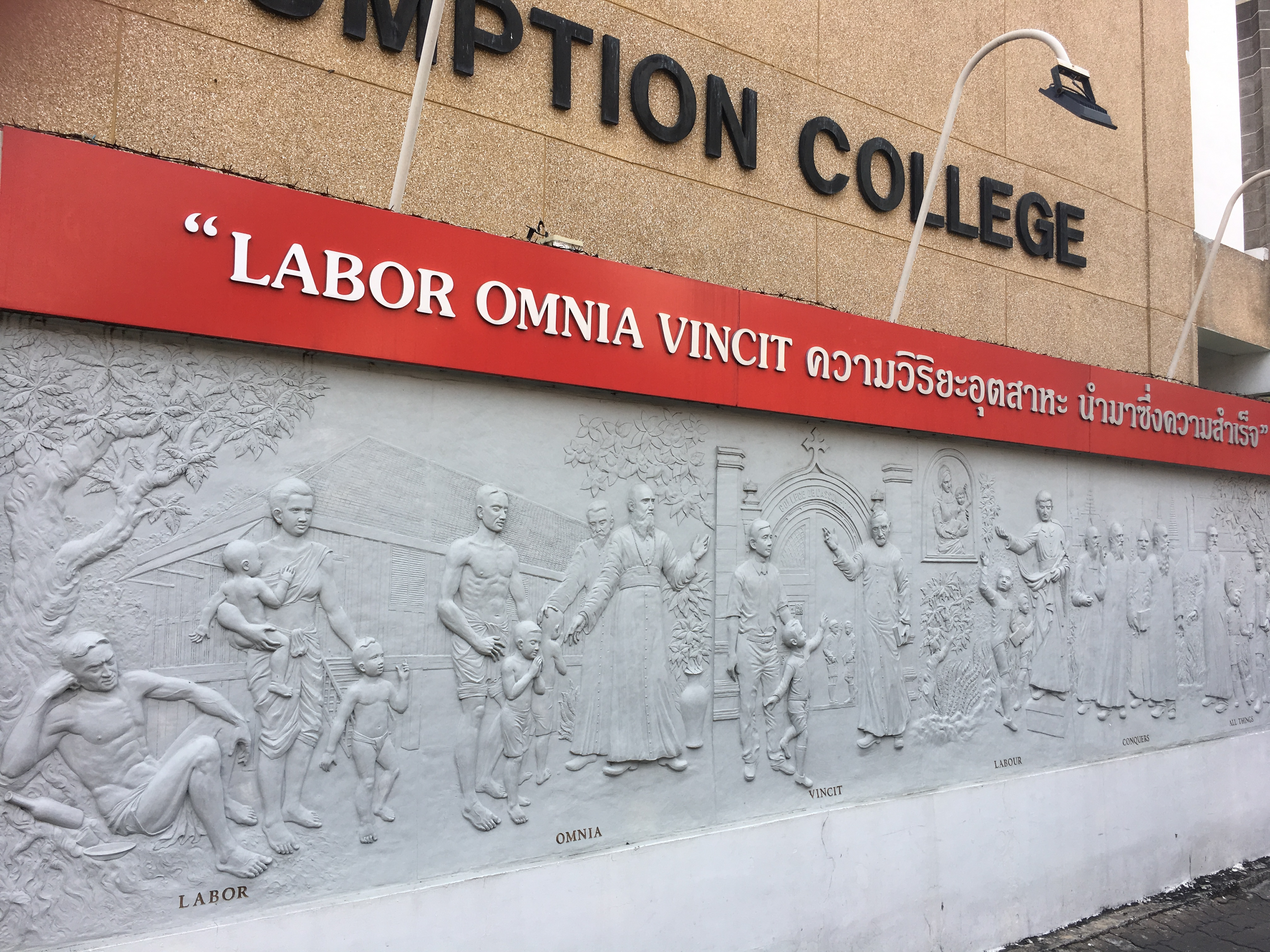
Collège de l’Assomption, à Bangkok (Thaïlande).
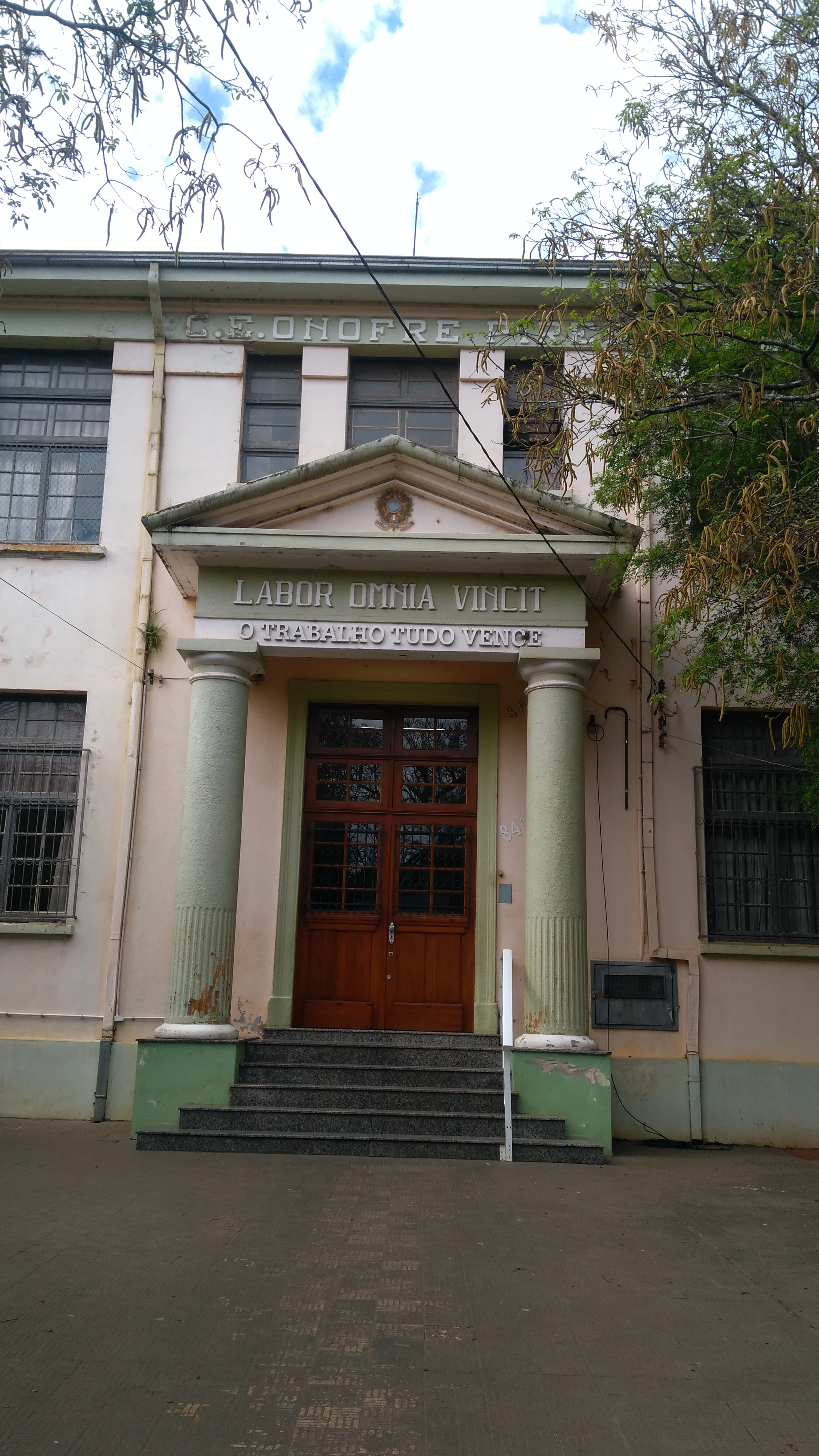
Entrée du collège Onofre Pires de Santo Ângelo (Brésil) : LABOR OMNIA VINCIT est traduit en portugais : O TRABALHO TUDO VENCE.
Armoiries du clan Labor (Pologne).

Labor vincit omnia
Clement Attlee, chef du Parti travailliste (Labour Party en anglais) prit cette devise lorsqu’Élisabeth II lui octroya le titre de comte en 1955.

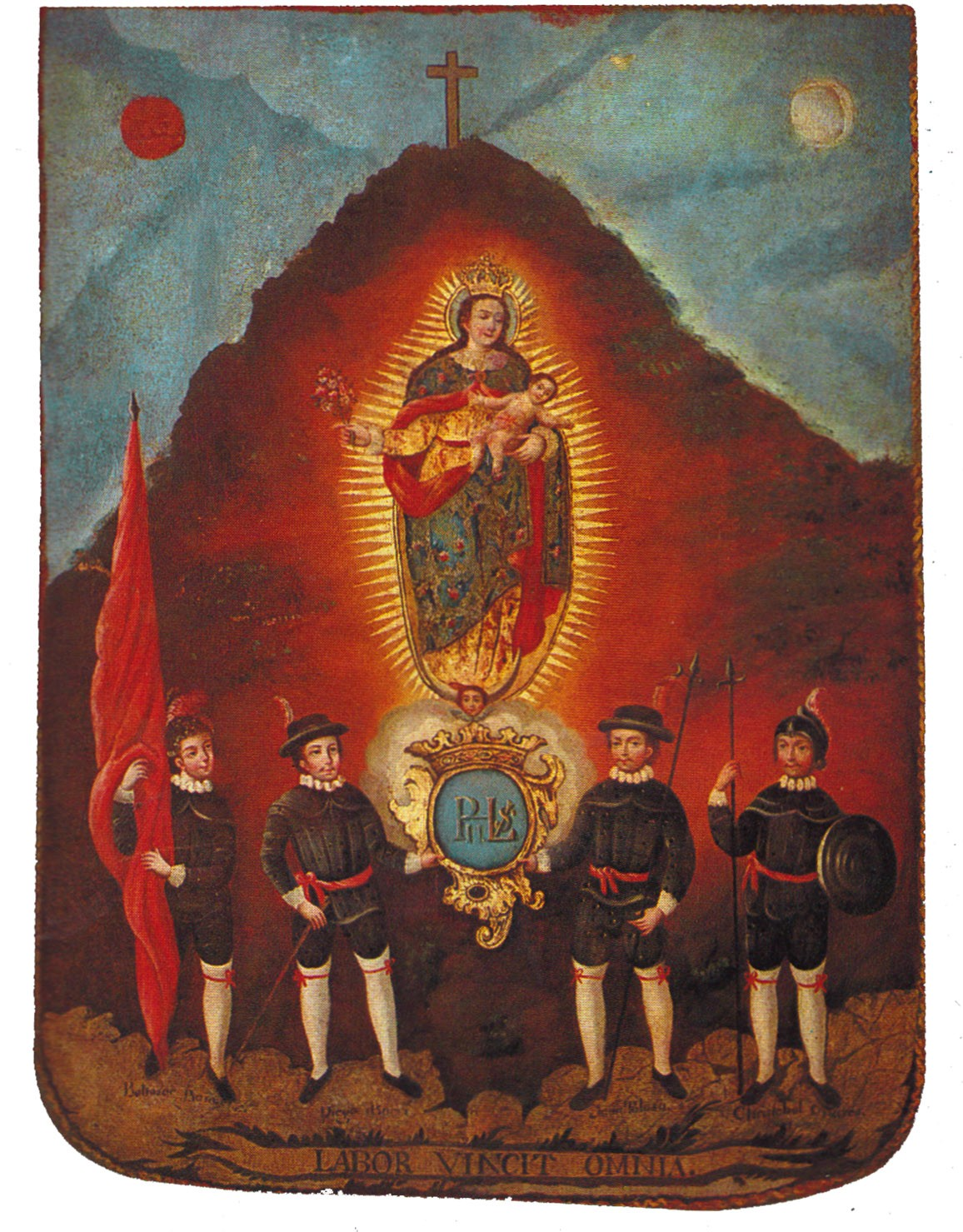
Ville de Zacatecas (Mexique) : bannière datée de 1584. La devise  LABOR VINCIT OMNIA  figure en bas de la bannière.

Labor vincit omniaque
Omnia vincit labor

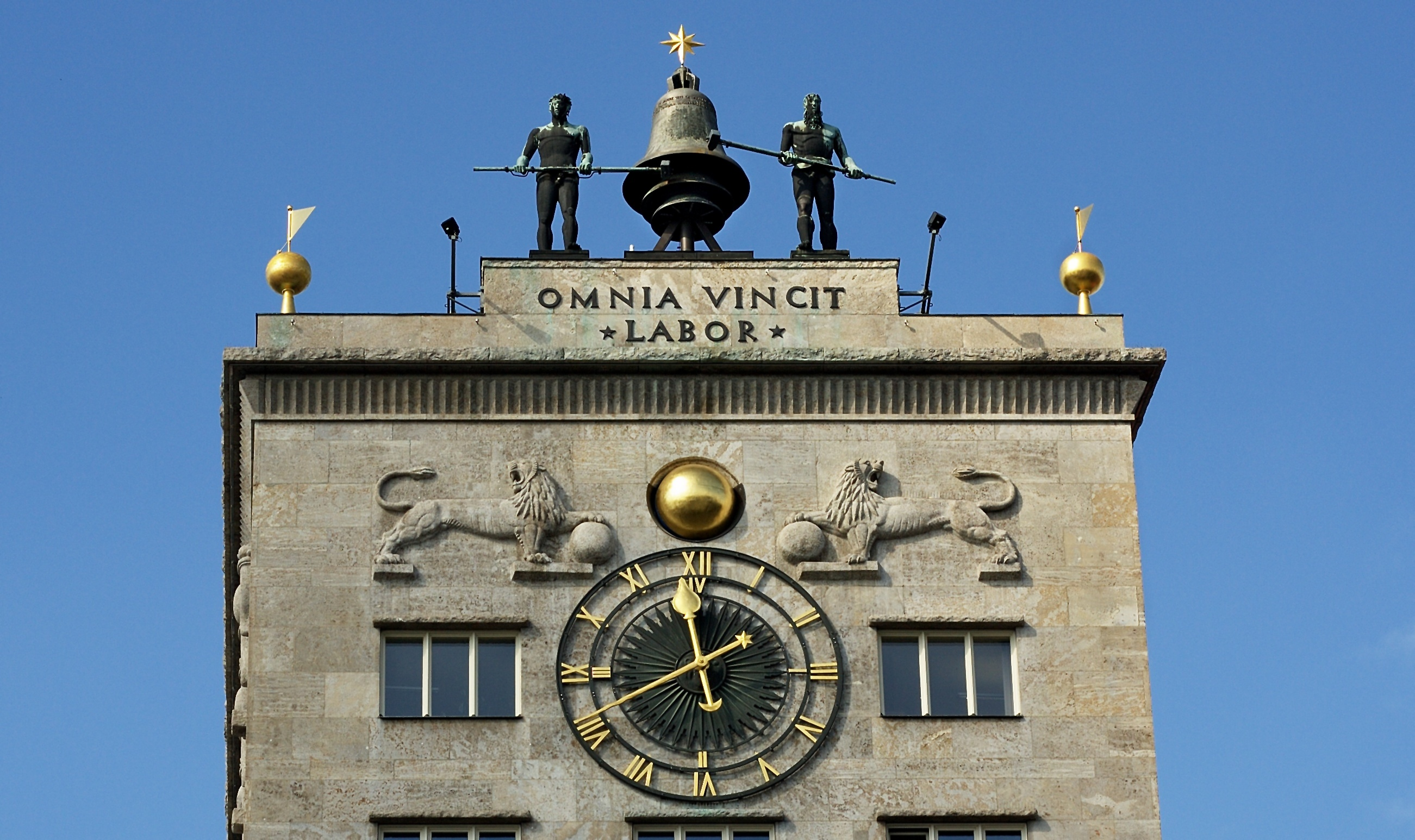
Monument sis à Leipzig (Allemagne).
Armes de la ville de Silao (État de Guanajuato, Mexique).
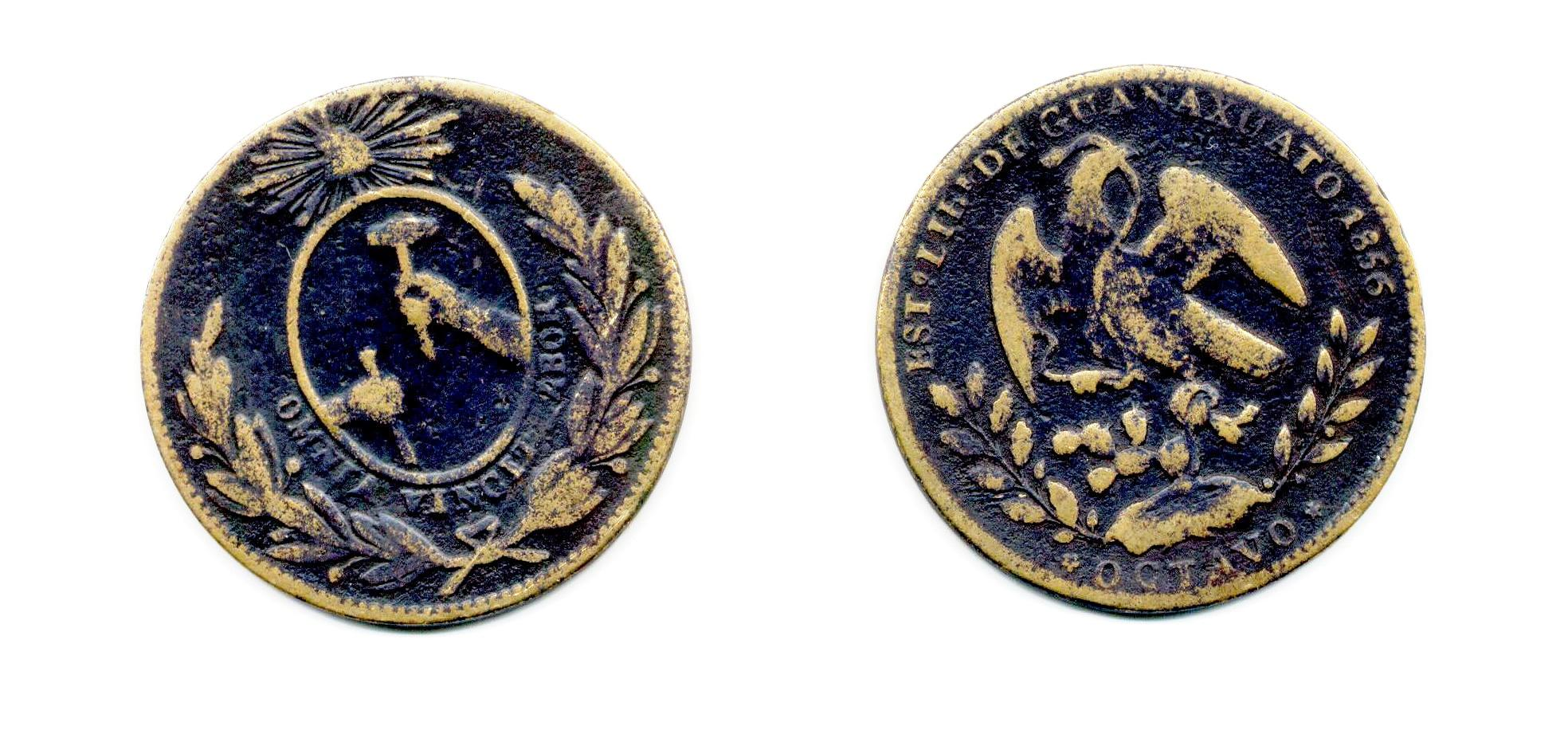
Octavo émis en 1856 par l’État de Guanajuato (Mexique).

## Une devise de la société du travail
La devise connaît un regain de succès avec l'essor du capitalisme et la naissance de l'idéologie du travail. Selon le philosophe Jacques Ellul, "elle devient la majeure [devise] du XIXe [siècle]".